# Gymnoscelis tyloceia
Gymnoscelis tyloceia är en fjärilsart som beskrevs av Louis Beethoven Prout 1930. Gymnoscelis tyloceia ingår i släktet Gymnoscelis och familjen mätare. Inga underarter finns listade i Catalogue of Life.